# Gradačac

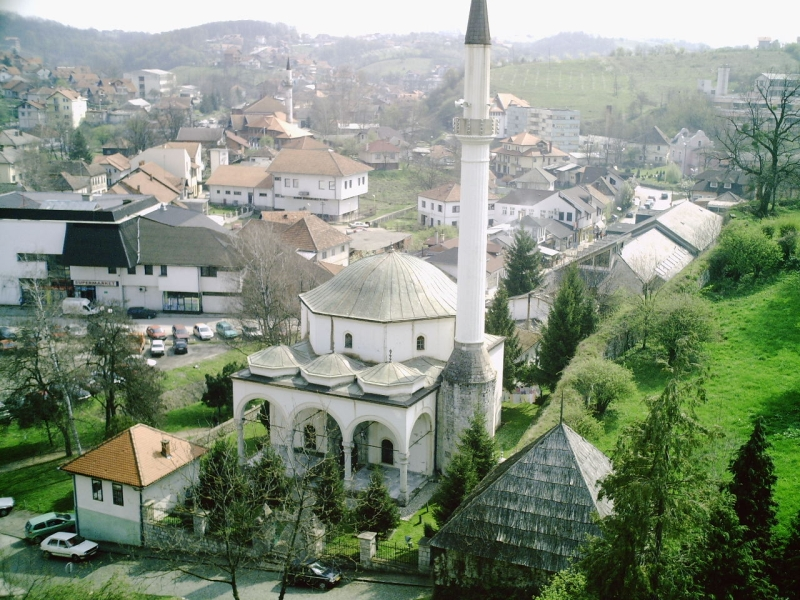

Gradačac (Cirílico: Градачац) é uma cidade na porção nordeste da Bósnia e Herzegovina com uma população de 56 378 habitantes.